# Laterndluhr

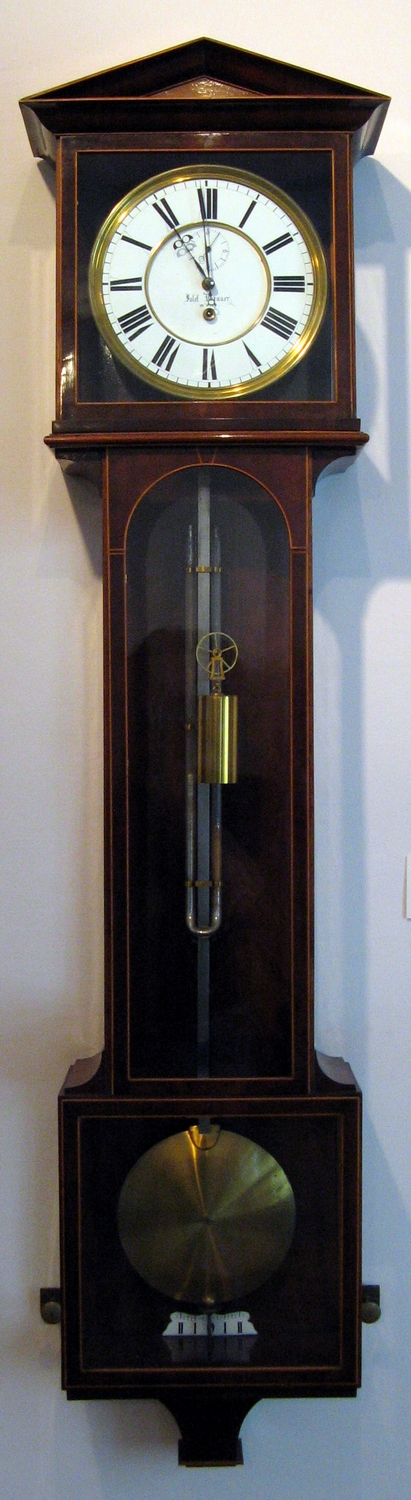
Laterndluhr von Josef Vorauer, Wien um 1860

Die Wiener Laterndluhr ist eine Wanduhr aus der Zeit des Biedermeier im Gebiet der ehemaligen Donaumonarchie Österreich-Ungarn. Die Uhr hat einen dreiteiligen Aufbau mit dachförmigem Abschluss und im Mittelteil ein Sekundenpendel.

## Geschichte
In der ersten Hälfte des 19. Jahrhunderts entwickelte sich um 1800 ein eigener Wiener Stil an schlichten Pendeluhren. Diese Wand- und Bodenstanduhren sind zumeist mit einem vorspringenden Oberteil versehenen, besitzen einen dreiseitig verglastes Uhrgehäuse mit einem langen Mittelteil und sich verbreiternden Unterteil, in dem das Pendel schwingt und werden daher aufgrund ihres laternenähnlichen Aussehen umgangssprachlich als Laterndluhren bezeichnet.
Diesen Uhrentypus findet man auch heute noch als Reproduktionen und bewusst falsch bezeichneten Kopien auf dem Gebiet der ehemaligen Österreich-Ungarischen Donaumonarchie vor – in den jetzigen Staaten Österreich, Ungarn, Slowakische Republik, Tschechische Republik, Serbien, Slowenien, Bosnien-Herzegowina, Kroatien und Italien (Trentino-Südtirol).
Die formale Entwicklung der Laterndluhr geht auf die englischen Standuhren des 18. Jahrhunderts zurück, von denen sie den Dreiecksgiebel übernommen hat. Die oberen Abschlüsse der Gehäuse verfügen bei den frühen Uhren noch über einen flach abgetreppten Abschluss, der Unterteil ist seitlich noch geschlossen. Die unterste Tür, in der die Pendellinse sichtbar ist, lässt sich nach oben oder seitwärts schieben. Der Dreiecksgiebel findet sich später ab etwa 1820 auf dem gesamten Gebiet der ehemaligen Österreich-Ungarischen Donaumonarchie. Die Laterndluhren der Frühzeit wurden von Uhrmachern wie zum Beispiel Philipp Fertbauer, Caspar Brändl, Matthias Wibral und Anton Glückstein in Wien gefertigt, sowie in der ungarischen Reichshälfte von Franz Seiffner und Joseph Lechner in Pest, Joseph Rauschmann in Ofen (Buda) sowie Joseph Lehrner in Kaschau.

## Funktion und Aufbau
Die Laterndluhr ist ein Regulator, der zur Erzielung bester Ganggenauigkeit erschütterungsfrei an einer Wand aufgehängt wird. Die seitlich am Gehäuse angebrachten Stellschrauben aus Messing zur Fixierung und Justierung sind für sie charakteristisch. Als Hölzer für den Uhrenkasten wurden ab ca. 1790 Mahagoni mit hell kontrastierenden eingelegten Adern in Ahorn, ebonisiertem Birnbaumholz und später vor allem Nuss- und Kirschholz sowie Maserholz verwendet. Die Gehäuse wurden von den Uhrgehäusefabrikanten als Zulieferer der Uhrmacher hergestellt. Als weitere Zulieferer der Uhrmachermeister werden Berufszweige wie Ziffernblattschmelzer, Glockengießer, Tonfedernfabrikanten, Uhrwerkspolierer, Triebfertiger, Graveure, Vergolder, Zeigermacher erwähnt.
Bei den meisten Laterndluhren ist das Zifferblatt frei hinter der Glastür des Gehäusekopfes, andere Uhrmacher hatten dagegen eine hölzerne vordere Abschlusswand des Kopfteiles, in die das Zifferblatt eingelassen ist und von einem konvexen Uhrglas mit vergoldeter Lunette abgedeckt wird. Vereinzelt ist die Vorderfront mit Verzierungen oder ebonisierten Säulen versehen. Die Zifferblätter waren in der Frühzeit konvex gewölbt, später flach. Es gab emaillierte oder versilberte Metall-Zifferblätter, manche aus Milchglas oder vereinzelte auch feuervergoldet, guillochiert und graviert. Die Lünetten wurden in unterschiedlicher Breite produziert, guillochiert und feuervergoldet. Üblich war die Verwendung römischer Stundenziffern. Die Namen der Uhrmacher wurden meistens auf das Zifferblatt aufgemalt, in der Regel waren die Uhrmachernamen aufgrund der individuellen Anfertigung im Email aufgeschmolzen, Datierungen sind äußerst selten.
Bei den Pendeln wurde auf eine möglichst geringe Wärmeausdehnung wegen der Ganggenauigkeit (Kompensationspendel) geachtet. Viele Pendel wurden aus lange getrocknetem und lackiertem Tannenholz gemacht, das im Gegensatz zu metallenen Pendelstangen deutlich bessere Ganggenauigkeit brachte. Als Aufhängung des Pendels war die Pendelfeder üblich, Schneidenaufhängungen wurden verwendet, um die Reibungsverluste zu minimieren. Die Pendellinse bestand meist beidseitig aus poliertem Messing und ist bei 8-Tage-Werken hohl, bei Monats- bis Jahresuhren meist mit Blei ausgegossen. Laterndluhrem werden mit Gewichten (Blei in polierten Messinghülsen) angetrieben. Je länger die Gangdauer, desto größer und schwerer mussten die Gewichte sein.
Laterndluhren wurden in verschiedenen Größen gebaut, abhängig von der Länge des Pendels. Die Schwingungsdauer von einer Sekunde ergibt mit einem präzis gebauten Werk noch heute eine hervorragende Ganggenauigkeit (Sekundenpendel). Die Voraussetzung ist eine durchschnittliche Länge des Gehäuses von 145 cm. Je nach Hersteller präsentieren sich die Werkkonstruktionen in großer Vielfalt, in der Mehrzahl sind es Acht-Tage-Werke und 30 Tage laufende Monatsläufer mit oder ohne Schlagwerk. Die Gangdauern variieren zwischen 1, 4, 6 Wochen, 2, 3, 6 oder 9 Monaten bis zu Uhren mit Jahresgangdauer und darüber.
Zum Schutz des Werkes gegen Staub kapselten Wiener Uhrmacher oft ihre Werke mit facettierten Glasscheiben.
In der frühen Entstehungszeit dieses Uhrentyps sind Schlagwerke eher ungewöhnlich, die Hämmer späterer Schlagwerke schlagen auf Glocken, später  wurden gebläute Tonfedern verwendet. Geschlagen werden halbe, ganze oder viertel Stunden – der sogenanntes Wiener Schlag, der mit zwei Schlagwerken arbeitet, ist erkennbar an den drei Aufzugslöchern im Zifferblatt. Zum Teil gibt es auch Uhren mit einer Repetition.
Die technischen Ausführungen der Werke sind vielfältig. Auf der Gewerbeausstellung in Wien 1845 stellte der Uhrmacher Alois Schenk eine für den Zeitdienst von Sternwarten entwickelte Präzisionspendeluhr mit Kompensationspendel aus, die eine Gangdauer von 3 Jahren und zwei Monaten hatte. Zusätzliche Indikationen (Hilfszifferblätter) für Wochentag, Datum, Monatsangabe, Tierkreiszeichen, Schaltjahreskorrektur, mittlere und wahre Sonnenzeit, Mondphase und Mondalter, Äquation oder Weltzeitzifferblatt zeichnen einige Meisterstücke besonders aus.